# Фини, Патрик
Патрик Фини (англ. Patrick Feeney; род. 29 декабря 1991, Индианаполис, США) — американский легкоатлет, специализирующийся в беге на 400 метров. Чемпион мира в помещении 2016 года в эстафете 4×400 метров.

## Биография
В школе занимался бейсболом, был капитаном команд по баскетболу и американскому футболу. Однако на фоне своих товарищей выделялся прежде всего высокой скоростью, поэтому начал выступать также в соревнованиях по бегу. Был одним из сильнейших юношей на дистанции 400 метров в штате Индиана, когда в 2010 году поступил в Университет Нотр-Дам.
Под руководством тренера Алана Тёрнера впервые в карьере пробежал 400 метров быстрее 46 секунд, а также установил рекорд университета (45,92 в помещении).
В 2016 году впервые выступил за сборную США. На чемпионате мира в помещении бежал в предварительном забеге эстафеты 4×400 метров. Фини помог команде с первым временем отобраться в финал, где остался запасным, а сборная США без него уверенно выиграла золото.

## Основные результаты
| Год  | Турнир                     | Место проведения | Дисциплина       | Место      | Результат |
| ---- | -------------------------- | ---------------- | ---------------- | ---------- | --------- |
| 2016 | Чемпионат мира в помещении | Портленд, США    | эстафета 4×400 м | 1-е (заб.) | 3.05,41   |